# Grim Reaper
I Grim Reaper sono stati una band heavy metal britannica appartenente al filone NWOBHM. Il gruppo si formò nel 1979 a Droitwich, in Inghilterra dal genio di Nick Bowcott.
Il 15 agosto 2022 muore il cantante Steve Grimmett.

## Storia
Essi firmarono un contratto discografico con Darryl Jonston della Ebony Records e il loro singolo di esordio fu See You in Hell. L'album, il cui disegno di copertina fu realizzato da Garry Sharpe-Young, fu pubblicato nel 1984 e venne distribuito in tutto il mondo dalla RCA Records. I Grim Reaper presto divennero presto riconoscibili dai virtuosismi con la chitarra di Bowcott e dalla voce urlata (quasi in falsetto) di Steve Grimmett. Il loro tour mondiale di successo incluse alcune date in cui suonarono insieme ai Texxas Jam davanti ad un pubblico di 20.000 persone circa. "Fear No Evil", l'album successivo, riscosse moderato successo sia in Europa che negli Stati Uniti.
Le battaglie legali con la Ebony ritardarono l'uscita del terzo album della band, Rock You to Hell' di due anni circa. L'album venne pubblicato direttamente dalla RCA nel 1987, ancora una volta con le copertine realizzate da Garry Sharpe-Young. In questo album è sicuramente più riconoscibile che nei precedenti il sound power metal melodico di transito verso i nuovi thrash metal e speed metal. Neanche la maggior etichetta discografica sul mercato poté salvare i Grim Reaper dalla seconda azione legale della Ebony che segnò l'effettiva morte della band. Il gruppo stava lavorando al quarto album che avrebbe dovuto chiamarsi Nothing Whatsoever to do with Hell.
Grimmett iniziò a suonare con gli Onslaught ed i Lionsheart e con loro produsse numerosi album tributo. Bowcott diventò uno scrittore di musica indipendente e successivamente contribuì alla realizzazione di lavori come Circus e Guitar World. Bowcott lavorò anche insieme alla Marshall U.S.A., nota azienda produttrice di amplificatori.
Il loro video datato 1985, Fear No Evil, nel quale il gruppo libera degli schiavi da un uomo lupo venne riutilizzato dai Weezer nel 2005 nel video We Are All On Drugs. Molti appartenenti alla Generazione X si ricorderanno di loro perché tra le band preferite dei protagonisti di Beavis and Butt-head, cartone animato americano demenziale prodotto da MTV nel quale spesso i protagonisti guardano video alla televisione.
Nel 2006 Eddie Trunk annunciò su Metal Mania che la band si era riformata. La formazione originaria dei Grim Reaper (con Nick Bowcott) suonò al festival Keep It True VI edition a Lauda-Königshoffen l'8 aprile 2006. 
Nel 2016, dopo 29 anni da "Rock You To Hell", esce "Walking In the Shadows" sotto il nome "Steve Grimmett's Grim Reaper", siccome per motivi legali non poterono utilizzare il nome originale.
Il 17 gennaio 2017, il cantante Steve Grimmett fu ricoverato in un ospedale dopo un concerto del gruppo in Ecuador per un'infezione alla gamba: in seguito all'operazione, gli fu amputata una porzione della sua gamba destra, e tutte le date seguenti del tour furono cancellate.
Dopo aver ripreso l'attività live, la band torna in studio e nel 2019 esce "At the Gates", un album che affronta tematiche legate ai problemi personali di Grimmett.
Successivamente ad un periodo di concerti a supporto del disco, nel 2022 la band annuncia di aver iniziato i lavori ad un nuovo disco.
Il 15 Agosto 2022 muore Steve Grimmett all'età di 62 anni, portando allo scioglimento della band.

## Membri

### Ultima formazione
- Ian Nash – chitarra (2006–2022)
- Julian Hill – basso (2018–2022)
- Steve Grice – batteria (2020–2022)
- Steve Grimmett – voce (1982–1988, 2006–2022)

### Ex componenti
- Paul DeMercado – voce (1979-1981)
- Adrian Jacques – batteria (1981-1982)
- Lee Harris – batteria (1982-1984)
- Dave Wanklin – basso (1979-1985)
- Nick Bowcott – chitarra (1979–1988, 2014)

## Discografia
Album in studio
- 1984 – See You in Hell
- 1985 – Fear No Evil
- 1987 – Rock You to Hell
- 2016 – Walking in the Shadows
- 2019 – At the Gates

Raccolte
- 1999 – Best of Grim Reaper